# アルマン・ド・ポリニャック
アルマン・ジュール・マリー・エラクリュス・ド・ポリニャック（Armand Jules Marie Héraclius, duc de Polignac, 1771年1月17日 パリ - 1847年3月1日 サン＝ジェルマン＝アン＝レー）は、ブルボン朝末期から七月王政期のフランスの貴族、軍人。第2代ポリニャック公爵。

## 生涯
ポリニャック伯爵ジュールと妻ガブリエル・ド・ポラストロンの間の第2子・長男。1775年ごろに母が王妃マリー・アントワネットの寵臣となって以降、3歳年長の姉アグラエと共にまだ実子のなかった王妃に非常に可愛がられ、宮廷で育つ。ポリニャック家の一族は国王夫妻の寵愛を受けていたにもかかわらず、フランス革命が起きるとすぐに国外亡命した。両親はドイツのコブレンツに逃れ、母の死後父はロシアに移住した。

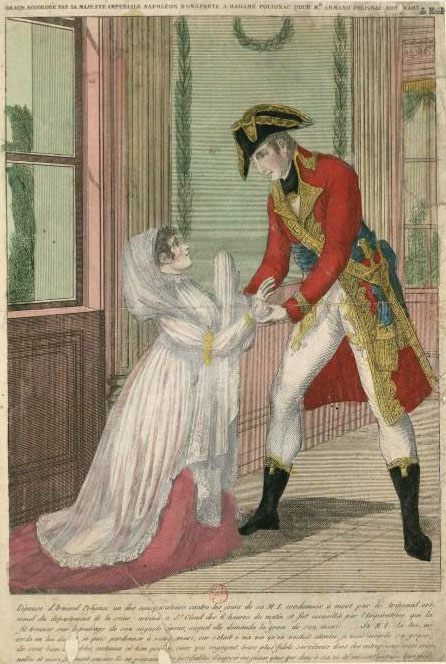
死刑宣告を受けたアルマン・ド・ポリニャックの助命を、ナポレオン皇帝に嘆願する妻イーダリー

ポリニャック家の兄弟は王党派として活動した。1804年3月4日、アルマンと弟ジュールは、ピシュグリュ・カドゥーダル両将軍によるナポレオン暗殺の王党派陰謀に参加していたことが露見し、リヴィエール侯爵と一緒にフランス当局に逮捕・投獄された。アルマンは死刑を宣告され、政治犯収容所で10年間の監獄生活を送った。
1814年、ナポレオンの没落と共に解放され、王政復古後の超保守的な議会「またと見出しがたい議会」ではオート＝ロワール県選出の代議員となり、多数派の一員として活動した。1817年、父の死に伴いポリニャック公爵位を相続し、同時に世襲の貴族院議員に転じた。
ルイ18世時代は王弟アルトワ伯の副官を務めた。アルトワ伯がシャルル10世として即位した後は、1825年より王室主馬頭の地位に就き、弟ジュールも1829年に首相に任命され、ポリニャック兄弟は王に重用された。1830年、ジュールの内閣の反動主義が原因で七月革命が発生すると、シャルル10世に付き従ってロンドンに亡命し、1832年には王の転居に伴いプラハに移った。その後は主としてバイエルン王国領内で生活した。1838年、バイエルン王ルートヴィヒ1世に同国の侯（フュルスト）の位を授けられた。
1790年9月6日、ヴェネツィア共和国アルビニャーゼゴ郊外の村落カルパネード（Carpanedo）で、バタヴィア貿易で財を成した裕福なドイツ系オランダ人家族ニューキルヒェン・ゲナント・ニーヴェンヘイム家出身の男爵令嬢イーダリー・ヨハナ・リーナ・ファン・ニューキルヒェン・ゲナント・ニーヴェンヘイム（1775年 - 1826年）と結婚したが、間に子は無かった。このため、ポリニャック公爵位は弟ジュールに受け継がれた。